# Tabulatorstopp

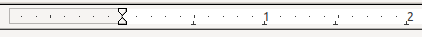
Ein Lineal mit Tabulatorstopp-Anzeigen in einer Textverarbeitungs-Software

Ein Tabulatorstopp (auch kurz Tabstopp) ist auf Schreibmaschinen eine (zumeist mechanisch einstellbare) Position, an der der Papierträgerwagen beim Betätigen der Tabulatortaste zum Halten kommen kann. Auf Computern können analog in Textverarbeitungsprogrammen horizontale Positionen eingestellt werden; in Texteditoren können solche auch fest vorgegeben sein.
In modernen Textverarbeitungsprogrammen ist dieses Konzept verallgemeinert, indem Tabulatorstopps ein Ausrichtungs-Attribut haben können, das bewirken kann, dass der Text sich an der Position linksbündig, rechtsbündig oder zentriert ausrichtet. Solche Tabulatorstopps können absatzspezifisch sein und jederzeit an eine andere Position verlagert oder entfernt werden.

## Varianten
Im allgemeinen Gebrauch in der Textverarbeitung (beispielsweise in Microsoft Word) gibt es mindestens fünf Tabulatorstopp-Varianten:
LinksbündigText erstreckt sich rechts vom Tabulatorstopp.
ZentriertDer Text wird um den Tabulatorstopp zentriert.
RechtsbündigText erstreckt sich links vom Tabulatorstopp.
DezimalText vor dem Dezimaltrennzeichen erstreckt sich nach links, Text nach dem Trennzeichen nach rechts.
LinieEine senkrechte Linie wird in jeder Zeile an der Tabulatorstopp-Position dargestellt.

## Elastische Tabulatorstopps

Elastische Tabulatorstopps halten mehrere Textzeilen ausgerichtet, wenn eine der Zeilen bearbeitet wird. Textbereiche zwischen Tabulatorstopps sind als unterschiedlich gefärbte Blöcke dargestellt.

Das Konzept der elastischen Tabulatorstopps wurde 2006 von Nick Gravgaard als alternative Methode entwickelt, um mit Tabulatorstopps in Textdateien bei primärer Ausrichtung auf Quellcode-Bearbeitung umzugehen. Demzufolge brauchen Anwender nur ein einzelnes Tabulatorzeichen zwischen die Spalten zu setzen, anstatt die exakte Anzahl an Leerzeichen oder Tabulatorstopps mit fixiertem Abstand einzufügen, um die Spalten bündig zu halten. Anders als Tabulatorstopps mit fixiertem Abstand bleiben die Spalten automatisch ausgerichtet und sind somit brauchbar für das Ansehen oder Bearbeiten von Text mit Tabulatorzeichen. Wenn der Text bearbeitet wird, werden die Tabulatorstopp-Positionen in den oben und unten benachbarten Zeilen automatisch verschoben, um stets die größte Spaltenbreite zu berücksichtigen.
Elastische Tabulatorstopps sind beispielsweise als Erweiterung in Visual Studio und in dem tabwriter package für die Programmiersprache Go (verwendet vom Kommando go fmt) verfügbar.